# سنگ‌نگاره لاخ دل دل
سنگ نگاره لاخ دل دل مربوط به دوران‌های تاریخی پس از اسلام است و در شهرستان بیرجند، بخش مرکزی، روستای شاخن واقع شده و این اثر در تاریخ ۷ مهر ۱۳۸۱ با شمارهٔ ثبت ۶۵۲۲ به‌عنوان یکی از آثار ملی ایران به ثبت رسیده است.